# Carelessly Yours
Carelessly Yours — четвёртый студийный альбом шведского исполнителя и автора песен Ула Свенссона, вышедший 15 января 2014 года на лейбле OLINIHO Records. Альбом достиг четвёртого места в шведском чарте альбомов в первую неделю. В этом альбоме Свенссон становится не только автором всех песен, но и продюсером некоторых из них. В работе над альбомом принимали участие Shellback, Klas Åhlund и Патрик Бергер.

## Список композиций
1. «Overture» (1:29)
2. «Tonight I’m Yours» (3:56)
3. «Maybe» (4:42)
4. «Losin' It» (2:51)
5. «Human» (3:28)
6. «Jackie Kennedy» (3:03)
7. «I’m in Love» (3:20)
8. «Loser» (3:20)
9. «Rich & Young» (3:28)
10. «They Won’t Catch Us Alive» (3:14)
11. «One Day» (3:39)

### Синглы, входящие в альбомCarelessly Yours
Сингл «I’m In Love» был выпущен в 2012 году в Швеции. Песня была написана Улой Свенсоном при сотрудничестве с Shellback. В июле 2013-го OLINIHO Records подписали Европейский контракт с Sony Music, и глобальный релиз «I’m In Love» случился в октябре 2012. Сингл попал в чарты по всей Европе. В августе 2013 Свенссон объявил о том, что сингл будет удостоен двойной платины в Италии. Видеоклип на эту песню на сегодняшний день имеет более 20 миллионов просмотров на YouTube.
В августе 2013 Свенссон выпустил сингл «Maybe» в Швеции, который занял третье место на iTunes. Премьера видеоклипа «Maybe» произошла на музыкальном сайте Gaffa.
Третий сингл, «Tonight I’m Yours», был выпущен в Швеции в октябре 2013. Видеоклип на эту песню был снят с режиссёром Åsa Riton. Премьера клипа состоялась на Swedish music blog PSL.
Последним синглом альбома стал «Jackie Kennedy». В видеоклипе, снятом на этот трек, исполнитель примеряет на себя роль женщины.
Три видеоклипа на синглы, входящие в альбом «Carelessly Yours», были показаны на канале Europa Plus TV. Синглы «I’m in love» и «Jackie Kennedy» стали хитами в России и странах СНГ и долгое время удерживали лидирующие места в лучшей десятке в ЕвроХит Топ40.

### Позиции синглов
Год / Название / Страна (место в чарте / награды по продажам)
- 2012 — I´m In Love / Швеция (#1), Италия (#1/двойная платина), Россия (#7), Греция (#3), Германия (#12), Польша, Беларусь, Чешская Республика, Дания, Норвегия, Финляндия, Испания, Эстония, Латвия, Литва, Мальта, Бельгия, Франция, Люксембург, Швейцария, Румыния, Турция (# 19), Украина, Голландия, Австрия, Венгрия
- 2013 — Maybe / Швеция (#3)
- 2013 — Tonight I´m Yours / Швеция (#3)
- 2013 — Jackie Kennedy / Италия (#3), Россия (#9), Польша, Венгрия (# 16), Беларусь, Бельгия, Дания, Норвегия, Финляндия, Эстония, Латвия, Литва, Франция, Люксембург, Мальта, Германия, Австрия, Швейцария, Румыния, Турция, Голландия
- 2014 — Jackie Kennedy / Швеция (#5)
- 2014 — Tonight I´m Yours / Италия (#8)
- 2014 — Rich & Young / Италия (#6)

## Чарты
| Чарт (2014)                | Наивысшее место |
| -------------------------- | --------------- |
| Швеция (Sverigetopplistan) | 4               |